# Grand Prix Saúdské Arábie 2022
Grand Prix Saúdské Arábie 2022 (oficiálně Formula 1 STC Saudi Arabian Grand Prix 2022) se jela na okruhu Jeddah Corniche Circuit ve městě Džidda. Závod bude druhým v pořadí v sezóně 2022 šampionátu Formule 1.
Po celý závodní víkend nahradil Sebastiana Vettela, jenž byl pozitivní na covid-19, rezervní jezdec Aston Martinu Nico Hülkenberg. Do závodu nenastoupili ani Mick Schumacher a Júki Cunoda.

## Kontroverze před závodem
Dne 25. března byl sklad ropy firmy Saudi Aramco, který se nachází přibližně 15 km od okruhu, napaden raketami a vypukl velký požár. K útoku se později přihlásili jemenští Hútíové. Během prvního tréninku byl v pozadí vidět hustý kouř a druhý trénink byl posunut o 15 minut, aby bylo možné svolat krizové jednání mezi jezdci, řediteli týmů a výkonným ředitelem F1 Stefanem Domenicalim. Po jednání se rozhodlo, že bude závodní víkend pokračovat. Ve 22.00 místního času svolala Grand Prix Drivers' Association s jezdci další jednání. Během více než 4hodinového jednání byli jezdci ujištěni o zajištění bezpečnosti a byli informováni o dopadu jejich případného bojkotování závodu, které by mohlo vést k problémům při opouštění země.

## Pneumatiky
Dodavatel pneumatik Pirelli pro tento závod dodal pneumatiky s označením C2, C3 a C4 (hard, medium a soft).

## Tréninky
Před kvalifikací se konaly tři volné tréninky, první dva v pátek 25. března v 17.00 a 20.00 místního času, třetí volný trénink v sobotu 26. března v 17.00. Ve všech trénincích byl nejrychlejší Charles Leclerc na Ferrari. V prvním tréninku odjel Kevin Magnussen pouhá dvě kola kvůli problému s hydraulikou.

## Kvalifikace
Kvalifikace trvala jednu hodinu a začala 26. března v 20.00 místního času. V první a druhé kvalifikaci byl nejrychlejší Carlos Sainz. Ve druhé kvalifikaci těžce havaroval Mick Schumacher v rychlosti přibližně 273 km/h a kvalifikace byla červenou vlajkou zastavena, po havárii byl jezdec v pořádku a byl preventivně převezen do nemocnice na kontrolu. Později tentýž den vydal Haas prohlášení o tom, že Schumacher v závodě neodstartuje, Haas tedy závodil jen s jedním vozem, jelikož již bylo příliš pozdě na povolání rezervního jezdce. Ve třetí kvalifikaci spolu bojovali jezdcci Ferrari a Red Bullu, vše naznačovalo tomu, že nejrychlejší bude Ferrari, ale Sergio Pérez na konci kvalifikace zajel kolo, které ho dostalo na první příčku a získal svou první pole position. Jezdci Ferrari nakonec skončili na druhém a třetím místě.
| Poř.                        | No. | Jezdec           | Konstruktér                  | Časy v kvalifikaci | Časy v kvalifikaci | Časy v kvalifikaci | Pořadí na startu |
| Poř.                        | No. | Jezdec           | Konstruktér                  | Q1                 | Q2                 | Q3                 | Pořadí na startu |
| --------------------------- | --- | ---------------- | ---------------------------- | ------------------ | ------------------ | ------------------ | ---------------- |
| 1                           | 11  | Sergio Pérez     | Red Bull Racing-RBPT         | 1:29.705           | 1:28.924           | 1:28.200           | 1                |
| 2                           | 16  | Charles Leclerc  | Ferrari                      | 1:29.039           | 1:28.780           | 1:28.225           | 2                |
| 3                           | 55  | Carlos Sainz Jr. | Ferrari                      | 1:28.885           | 1:28.686           | 1:28.402           | 3                |
| 4                           | 1   | Max Verstappen   | Red Bull Racing-RBPT         | 1:28.928           | 1:28.945           | 1:28.461           | 4                |
| 5                           | 31  | Esteban Ocon     | Alpine-Renault               | 1:30.093           | 1:29.584           | 1:29.068           | 5                |
| 6                           | 63  | George Russell   | Mercedes                     | 1:29.680           | 1:29.618           | 1:29.104           | 6                |
| 7                           | 14  | Fernando Alonso  | Alpine-Renault               | 1:29.978           | 1:29.295           | 1:29.147           | 7                |
| 8                           | 77  | Valtteri Bottas  | Alfa Romeo-Ferrari           | 1:29.683           | 1:29.404           | 1:39.184           | 8                |
| 9                           | 10  | Pierre Gasly     | AlphaTauri-RBPT              | 1:29.861           | 1:29.418           | 1:29.254           | 9                |
| 10                          | 20  | Kevin Magnussen  | Haas-Ferrari                 | 1:29.831           | 1:29.546           | 1:29.588           | 10               |
| 11                          | 4   | Lando Norris     | McLaren-Mercedes             | 1:29.957           | 1:29.651           |                    | 11               |
| 12                          | 3   | Daniel Ricciardo | McLaren-Mercedes             | 1:30.009           | 1:29.773           |                    | 14               |
| 13                          | 24  | Čou Kuan-jü      | Alfa Romeo-Ferrari           | 1:29.978           | 1:29.819           |                    | 12               |
| 14                          | 47  | Mick Schumacher  | Haas-Ferrari                 | 1:30.167           | 1:29.920           |                    | —                |
| 15                          | 18  | Lance Stroll     | Aston Martin Aramco-Mercedes | 1:30.256           | 1:31.009           |                    | 13               |
| 16                          | 44  | Lewis Hamilton   | Mercedes                     | 1:30.343           |                    |                    | 15               |
| 17                          | 23  | Alexander Albon  | Williams-Mercedes            | 1:30.492           |                    |                    | 16               |
| 18                          | 27  | Nico Hülkenberg  | Aston Martin Aramco-Mercedes | 1:30.543           |                    |                    | 17               |
| 19                          | 6   | Nicholas Latifi  | Williams-Mercedes            | 1:31.817           |                    |                    | 18               |
| 107 % času vítěze: 1:35.074 |     |                  |                              |                    |                    |                    |                  |
| —                           | 22  | Júki Cunoda      | AlphaTauri-RBPT              | Bez času           |                    |                    | 19               |
| Zdroj:                      |     |                  |                              |                    |                    |                    |                  |

Poznámky
1. ↑  Daniel Ricciardo dostal penalizaci 3 míst za zdržení Estebana Ocona v kvalifikaci.
2. ↑  Mick Schumacher kvůli nehodě v kvalifikaci do závodu nenastoupil. Jeho místo na startovním roštu obsadili jiní jezdci.
3. ↑  Júki Cunoda nezaznamenal čas, kterým by se kvalifikoval ve 107 % času vítěze. Start mu byl povolen sportovními komisaři, ale kvůli poruše před závodem stejně neodstartoval.

## Závod
Závod byl odstartován v 20:00 místního času 27. března, start proběhl bez větších problémů, kromě kontaktu Daniela Ricciarda a Čou Kuan-jü v první zatáčce. První velké boje začali v pátém kole, kdy spolu začali bojovat týmoví kolegové Fernando Alonso a Esteban Ocon. Bojovali společně až do osmého kola, kdy si Ocon při předjížděcím manévru zkrátil trať a musel pozici vrátit, to ho ale od bojování neodradilo a ve 12 kole si trať opět zkrátil při předjíždění, boje musel ukončit až Oconův závodní inženýr, který mu do vysílačky řekl aby držel pozici. 
Ve třináctém kole dostal Čou 5-vteřin penalizace za zkrácení trati. V patnáctém kole plánoval Leclerc zajet do boxů, před ním jedoucí Pérez měl stejné plány a do boxů zajel, Leclerc se tedy rozhodl zůstat na trati o jedno kolo více a to se jemu, a ostatním jezdcům za ním vyplatilo, v šestnáctém kole se totiž Nicholas Latifi vyboural, a na trať vyjel safety car. Pod safety carem zajeli do boxu téměř všichni jezdci včetně Čou který si zde měl odpykat dřívější penalizaci, to ale neudělal a ve 27. kole dostal penalizaci průjezdu boxy kterou si v tom samém kole odpykal. Ve dvacátém kole zajel safety car do boxů, a hned po restartu vrátil Carlos Sainz pozici Sergiu Pérezovi za předjetí pod safety carem při výjezdu z boxů. Ve 36. kole si Alonso začal stěžovat na ztrátu výkonu, a na konci toho samého kola svůj vůz odstavil na vjezdu do boxů, se stejným problémem se o kolo později potýkali i Daniel Ricciardo a Valtteri Bottas, Ricciardovi se nepovedlo dojet do boxů, a vůz také odstavil na vjezdu do boxů, Bottas do boxů dojet stihl, to vyvolalo virtuální safety car (VSC), a boxová ulička byla z bezpečnostních důvodů uzavřena. Na to doplatil Lewis Hamilton který ještě nebyl v boxech. Ve 41. kole VSC skončil a začalo se závodit s tím, že Hamilton hned po otevření pit lane zajel do boxů. Leclerc a Verstappen spolu začali bojovat o první příčku, ve 43. kole oba prudce probrzdili při nájezdu do poslední zatáčky, a Leclerc si vytvořil cca vteřinový náskok, ten ale Verstappen rychle stáhl, a ve 47. kole definitivně Leclerca předjel. Ve 49. kole se střetl Alexander Albon s Lancem Strollem, s tím že Albon kvůli kolizi musel vůz odstavit, za toto byl později penalizován posunutím o tři místa na startu příštího závodu. Závod vyhrál Verstappen, druhý dojel Leclerc a třetí Sainz. Nekolik jezdců bylo po závodě prošetřováno za nezpomalení pod žlutými vlajkami kvůli vozu Albona.
| Poř.                                                                | No. | Jezdec           | Konstruktér                  | Počet kol | Čas/Odstoupení       | Pořadí na startu | Body |
| ------------------------------------------------------------------- | --- | ---------------- | ---------------------------- | --------- | -------------------- | ---------------- | ---- |
| 1                                                                   | 1   | Max Verstappen   | Red Bull Racing-RBPT         | 50        | 1:24:19.293          | 4                | 25   |
| 2                                                                   | 16  | Charles Leclerc  | Ferrari                      | 50        | +0.549               | 2                | 19   |
| 3                                                                   | 55  | Carlos Sainz Jr. | Ferrari                      | 50        | +8.097               | 3                | 15   |
| 4                                                                   | 11  | Sergio Pérez     | Red Bull Racing-RBPT         | 50        | +10.800              | 1                | 12   |
| 5                                                                   | 63  | George Russell   | Mercedes                     | 50        | +32.732              | 6                | 10   |
| 6                                                                   | 31  | Esteban Ocon     | Alpine-Renault               | 50        | +56.017              | 5                | 8    |
| 7                                                                   | 4   | Lando Norris     | McLaren-Mercedes             | 50        | +56.124              | 11               | 6    |
| 8                                                                   | 10  | Pierre Gasly     | AlphaTauri-RBPT              | 50        | +1:02.946            | 9                | 4    |
| 9                                                                   | 20  | Kevin Magnussen  | Haas-Ferrari                 | 50        | +1:04.308            | 10               | 2    |
| 10                                                                  | 44  | Lewis Hamilton   | Mercedes                     | 50        | +1:13.948            | 15               | 1    |
| 11                                                                  | 24  | Čou Kuan-jü      | Alfa Romeo-Ferrari           | 50        | +1:22.215            | 12               |      |
| 12                                                                  | 27  | Nico Hülkenberg  | Aston Martin-Aramco-Mercedes | 50        | +1:31.742            | 17               |      |
| 13                                                                  | 18  | Lance Stroll     | Aston Martin-Aramco-Mercedes | 49        | +1 kolo              | 13               |      |
| 14                                                                  | 23  | Alexander Albon  | Williams-Mercedes            | 47        | Kolize               | 16               |      |
| Ret                                                                 | 77  | Valtteri Bottas  | Alfa Romeo-Ferrari           | 36        | Přehřátí             | 8                |      |
| Ret                                                                 | 14  | Fernando Alonso  | Alpine-Renault               | 35        | Motor                | 7                |      |
| Ret                                                                 | 3   | Daniel Ricciardo | McLaren-Mercedes             | 35        | Spojka               | 14               |      |
| Ret                                                                 | 6   | Nicholas Latifi  | Williams-Mercedes            | 14        | Nehoda               | 18               |      |
| DNS                                                                 | 22  | Júki Cunoda      | AlphaTauri-RBPT              | 0         | Motor                | 19               |      |
| WD                                                                  | 47  | Mick Schumacher  | Haas-Ferrari                 | 0         | Nehoda v kvalifikaci | —                |      |
| Nejrychlejší kolo: Charles Leclerc (Ferrari) – 1:31.634 (v kole 48) |     |                  |                              |           |                      |                  |      |
| Zdroj:                                                              |     |                  |                              |           |                      |                  |      |

Poznámky
1. ↑  Charles Leclerc získal jeden bod za zajetí nejrychlejšího kola.
2. ↑  Alexandr Albon odstoupil ze závodu, ale byl klasifikován, protože odjel více než 90 % délky závodu.
3. ↑  Júki Cunoda, kvůli poruše pohonné jednotky, nedojel na startovní rošt a odstoupil před startem závodu. Jeho místo na startovní roštu zůstalo prázdné.
4. ↑  Mick Schumacher kvůli nehodě v kvalifikaci do závodu nenastoupil. Jeho místo na startovním roštu obsadili jiní jezdci.

## Průběžné pořadí po závodě
Pohár jezdců
|        | Pořadí | Jezdec           | Body |
| ------ | ------ | ---------------- | ---- |
|        | 1      | Charles Leclerc  | 45   |
|        | 2      | Carlos Sainz Jr. | 33   |
| 16     | 3      | Max Verstappen   | 25   |
|        | 4      | George Russell   | 22   |
| 2      | 5      | Lewis Hamilton   | 16   |
| Zdroj: |        |                  |      |

Pohár konstruktérů
|        | Pořadí | Konstruktér    | Body |
| ------ | ------ | -------------- | ---- |
|        | 1      | Ferrari        | 78   |
|        | 2      | Mercedes       | 38   |
| 7      | 3      | Red Bull-RBPT  | 37   |
| 1      | 4      | Alpine-Renault | 16   |
| 1      | 5      | Haas-Ferrari   | 12   |
| Zdroj: |        |                |      |